# Todd Beamer
Todd Morgan Beamer (24 novembre 1968 — 11 septembre 2001) est une victime des attentats du 11 septembre 2001. Il était l'un des passagers du vol 93 d'United Airlines.

## Biographie
Todd Beamer, directeur de compte pour Oracle, avait effectué ses études entre autres à l'université d'État de Californie à Fresno et habitait Cranbury dans le New Jersey. Il était marié avec Lisa Beamer, et avait deux fils : David et Drew. Au moment de son décès, son épouse était enceinte et elle a donné naissance à une fille, Morgan Kay, le 9 janvier 2002, moins de quatre mois après la mort de son père.

## «Let's roll» sur le vol 93
Embarqué à bord du vol 93 d'United Airlines, Todd et d'autres passagers avaient appris par leur téléphone portable que le World Trade Center avait été attaqué par des avions détournés. Todd Beamer a utilisé un téléphone situé sur le dos d'un siège et a été mis en relation avec Lisa Jefferson, une opératrice du service client d'United Airlines. Il a alors signalé qu'un passager avait été tué et, plus tard, qu'un membre de l'équipage l'avait informé que le pilote et le copilote avaient été forcés de quitter la cabine de pilotage et qu'ils avaient pu avoir été blessés.
Todd était également au téléphone quand l'avion a changé de direction en faisant route au sud-est, un mouvement qui l'a fait brièvement paniquer. Plus tard, il a dit à Lisa Jefferson que des passagers de l'avion projetaient d'attaquer les pirates de l'air.
Selon elle, les derniers mots audibles de Beamer ont été :
« Are you guys ready? Okay. Let's roll!… » (« Êtes-vous prêts, les gars ? Okay. Allons-y !… »)

## Hommage du Président des États-Unis
Le 20 septembre 2001, le président George W. Bush s'adresse aux deux chambres du congrès des États-Unis réunies au Capitole, où il accuse le groupe terroriste Al-Qaïda, avec à sa tête Oussama ben Laden, d'avoir organisé les attentats du 11 septembre. Dès le début de son discours, il rend hommage à Todd Beamer, qu'il qualifie d'« homme exceptionnel », et demande à l'assistance d'accueillir sa femme, Lisa Beamer, présente dans l'enceinte,,. Dans un livre intitulé en français Instants décisifs, il estime que l'acte de courage des passagers du Vol 93 constitue « l'un des plus hauts faits d'armes de l'histoire américaine ».

## Publication
En 2003, Lisa Beamer a publié un livre (écrit en collaboration avec Ken Abraham) concernant Todd et intitulé Let's Roll! : Ordinary People, Extraordinary Courage.